# Aqua (Kingdom Hearts)
Pour les articles homonymes, voir Aqua.
Aqua (アクア, Akua)  est un personnage fictif de la franchise de jeux vidéo Kingdom Hearts, éditée par Square Enix . Elle apparaît pour la première fois dans Kingdom Hearts II, ainsi que sa version mise à jour, Kingdom Hearts II: Final Mix. Aqua est l’un des trois personnages jouables introduits dans le préquel Kingdom Hearts: Birth by Sleep, sorti en 2010. Elle est l'une des apprentis porteurs de Keyblade de Maitre Eraqus, à l'instar de ses amis Terra et Ventus. Étant la seule du groupe à obtenir le rang de Maître de la Keyblade, Aqua est chargée de surveiller ses deux amis alors qu'elle combat des créatures des ténèbres connues sous le nom de Nescients. Elle apparaît également dans d’autres titres de la série, notamment dans la compilation Kingdom Hearts HD II.8 Final Chapter Prologue en tant que personnage principal de l’épisode jouable Kingdom Hearts 0.2: Birth by Sleep - A Fragmentary Passage, ainsi que dans Kingdom Hearts III, en tant que boss et personnage jouable.
Aqua est le seul personnage de Kingdom Hearts: Birth by Sleep pour lequel Tetsuya Nomura n'avait pas de point de référence, c'est donc un personnage complètement original. Lors du processus de conception, Nomura craignait la réaction du public face au personnage, ce qui l’a poussé à la distinguer davantage par son courage et ses compétences de combat. Aqua est doublée par Megumi Toyoguchi (japonais) et par Willa Holland (anglais). À ses débuts, le personnage a reçu un accueil mitigé de la part des critiques, déplorant une intrigue ennuyeuse et un doublage peu enthousiaste, combiné à sa faiblesse en combat. Cependant, son rôle dans Kingdom Hearts 0.2: Birth by Sleep - A Fragmentary Passage a été reçu de manière plus positive, les critiques saluant une caractérisation plus appuyée par rapport à ses apparitions précédentes.

## Apparitions
Avant d'être introduite en tant que personnage principal dans Kingdom Hearts: Birth by Sleep, Aqua a fait de brèves apparitions dans les fins secrètes de Kingdom Hearts II et de sa réédition, Kingdom Hearts II: Final Mix. Toutes deux représentant Aqua, Terra et Ventus faisant face à Xehanort dans la Nécropole des Keyblades. Kingdom Hearts II: Final Mix contient également une cinématique supplémentaire montrant la Keyblade d'Aqua, ainsi que son armure, reposant dans la "Salle du Sommeil", une pièce secrète visitée par Xemnas, située dans la Forteresse Oubliée.

### Kingdom Hearts: Birth by Sleep
Dans Kingdom Hearts: Birth by Sleep, Aqua et ses amis sont des apprentis porteurs de Keyblade vivant à la Contrée du Départ, où cette dernière montre tôt dans le jeu le Symbole de Maîtrise. Après ça, Aqua est chargée par Eraqus de voyager de monde en monde à la recherche de Xehanort, porté disparu. Elle est également chargée de veiller sur un Terra en proie aux ténèbres et de retrouver Ventus, ce dernier s'étant lancé à la poursuite de son ami,,. Cependant, son devoir l'oppose à ses camarades quand elle fait face à Terra et l'interroge à propos des actions douteuses que ce dernier a entreprises durant son voyage. Plus tard dans le jeu, Aqua retrouve ses amis à la Nécropole des Keyblades, où Terra se retrouve possédé par Xehanort, tandis que Ventus sacrifie son propre cœur afin d'empêcher la création de la χ-blade. Aqua utilise la Keyblade d'Eraqus pour transformer la Contrée du Départ en le Manoir Oblivion et y laisser le corps catatonique de Ventus, avant de se diriger vers le Jardin Radieux pour y affronter Terra-Xehanort,. Lorsque Xehanort, tentant de soumettre Terra, ouvre son propre cœur et sombre dans les abysses, Aqua plonge avec lui et renvoie le corps de son ami à la surface, restant de fait prise au piège dans le Royaume des ténèbres.
Dans la fin secrète du jeu, elle rencontre Ansem le Sage sur la Marge noire, qui lui apprend les exploits de Sora, qu'elle avait rencontrée lors de son voyage alors qu'il n'était qu'un enfant.
Son aventure dans le Monde obscur nous est racontée dans l'édition Final Mix du jeu, ainsi que dans l'épisode Kingdom Hearts 0.2: Birth by Sleep - A Fragmentary Passage, se déroulant au même moment que les événements du premier Kingdom Hearts. Dans cet épisode, elle rencontre par hasard son ami Mickey Mouse, avant de prendre la décision de rester dans le royaume des ténèbres pour repousser une vague de Sans-cœurs, permettant ainsi à Riku de s'échapper.

### Kingdom Hearts: Re: CodedetKingdom Hearts 3D: Dream Drop Distance
Aqua apparaît brièvement dans Kingdom Hearts Re:Coded, où l'on apprend qu'elle est l'une des nombreuses personnes liées au cœur de Sora, ainsi que dans Kingdom Hearts 3D: Dream Drop Distance, d'abord sous la forme d'un souvenir de Sora, puis bien réelle à la fin du jeu, toujours sur le rivage de la Marge noire.

### Kingdom Hearts III
Dans Kingdom Hearts III, Aqua est corrompue par les ténèbres après avoir été attaquée par le Sans-Cœur de Xehanort. Elle est purifiée à la suite de sa défaite face à Sora, et ce dernier la ramène alors dans le Royaume de la Lumière. Après ça, Aqua restaure la Contrée du Départ afin de ranimer Ventus, qui se réveille après que Sora lui a rendu son cœur. Tous deux se joignent aux autres porteurs de Keyblade, formant les sept gardiens de la lumière, qui affrontent la Véritable Organisation XIII, menée par Xehanort, à la Nécropole des Keyblades. Ils y combattent Terra-Xehanort, que Sora parvient à libérer de l'emprise de Xehanort, réunissant ainsi les trois amis. Plus tard, Aqua et les porteurs de Keyblade aident à garder la porte de Kingdom Hearts close, permettant à Sora de vaincre Xehanort. Par la suite, Aqua et ses amis rentrent chez eux avant de rejoindre leurs amis pour une fête sur les Îles du Destin.

## Création et développement
Pour la première apparition d'Aqua, alors encore sans nom, dans la fin secrète de Kingdom Hearts II, le réalisateur, Tetsuya Nomura, a déclaré qu'il n'avait pas décidé de son apparence finale, mais plutôt qu'il s'était concentré sur son histoire. Bien qu'il n'ait pas voulu élaborer davantage sur le personnage, Nomura a confirmé que ses scènes se déroulaient avant les événements du premier Kingdom Hearts. À la suite de la sortie de Kingdom Hearts II: Final Mix, Nomura a révélé plus de détails sur Aqua (notamment un lien avec le personnage de Xemnas), ainsi que son nom, prononcé par la Volonté Persistante, en expliquant la connexion avec le thème de l'eau apporté par Kairi,. Cependant, une connexion avec Kairi en particulier n'était pas voulue; plutôt avec les personnages principaux de la série, dont les noms sont tous reliés à des thèmes différents.

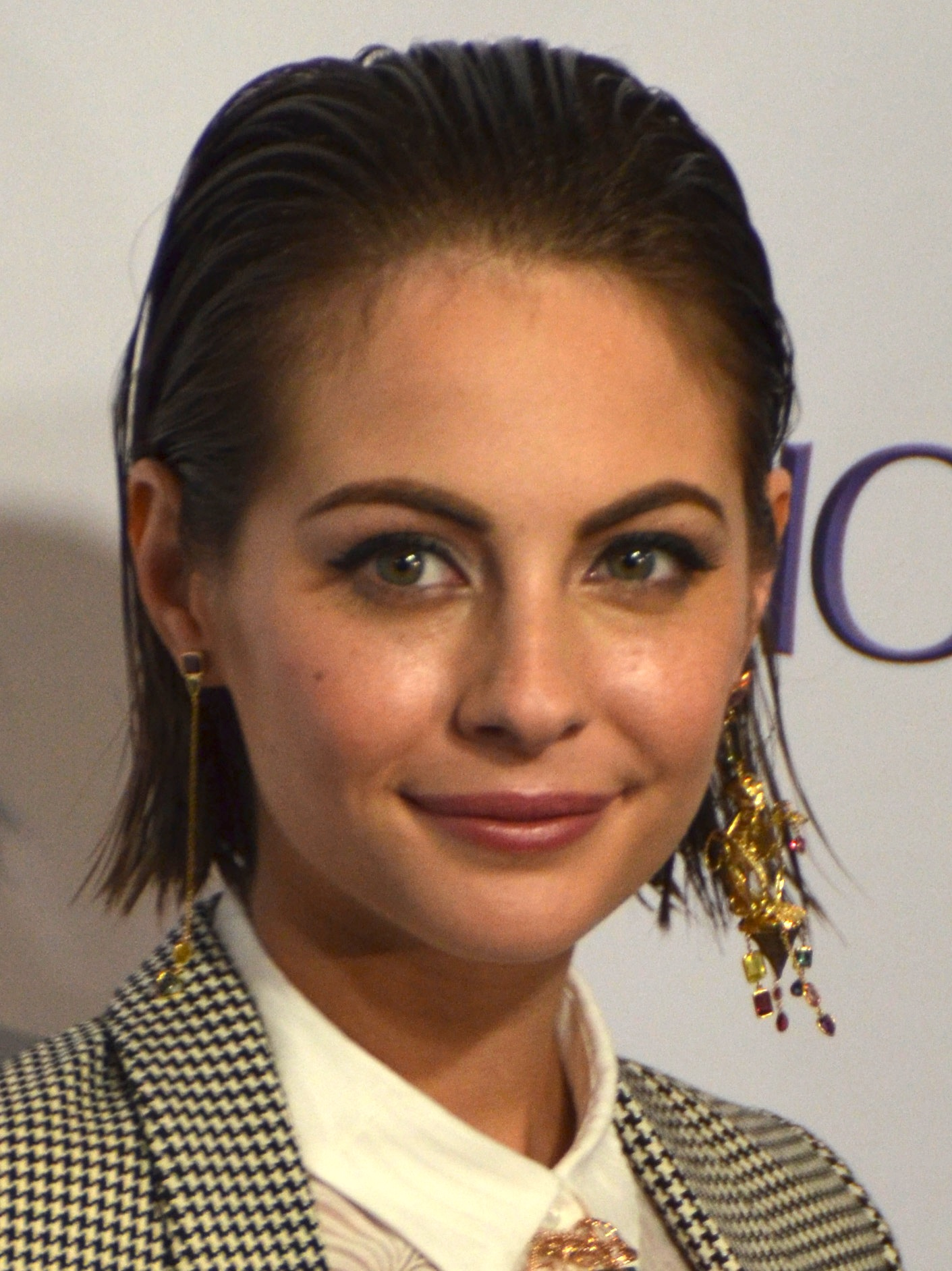
Willa Holland a doublé Aqua dans toutes ses apparitions en anglais.

Contrairement à Terra et Ventus, Nomura n'avait pas de point de référence sur lequel se baser pour concevoir l'apparence d'Aqua, ce qui l'a amené à créer un personnage complètement original. Sa tenue est basée sur les vêtements d'inspiration japonaise de Terra, destinés à renforcer la relation maître-disciple présentée dans le jeu,. Le costume d'Aqua a été modifié trois fois au cours du développement. Nomura estimait que le dos-nu, montré lors du Tokyo Game Show 2009, était trop suggestif, il a donc modifié le design pour le rendre plus conservateur. À l'instar de Terra et Ventus, la conception de la tenue d'Aqua a posé quelques problèmes à Nomura, par exemple la manière dont elle allait invoquer son armure. Pour remédier à cela, un "X" a été ajouté à ses vêtements, grâce auquel elle peut l'activer. Lors de la conception d'Aqua, Nomura craignait que le personnage soit impopulaire en raison de son manque de connexions avec d'autres personnages de la série. Cela l'a conduit à distinguer le personnage par sa force individuelle, ce que Nomura avait également fait avec Xion, bien que différemment, pour Kingdom Hearts: 358/2 Days. Même si Xion a également été conçue pour être une "fille courageuse", Nomura voulait conserver la féminité d'Aqua en plus de sa force. Une fois la conception terminée, Nomura ne savait toujours pas comment Aqua serait reçue. Pourtant, après la sortie du jeu, Nomura remarqua sa popularité auprès des fans et en attribua la raison, entre autres, au travail de doublage de Megumi Toyoguchi, qui avait déjà travaillé avec lui pour Final Fantasy X-2 dans lequel elle interprétait Paine, l'une des protagonistes du jeu. Alors que Toyoguchi utilisait un ton grave pour la voix de Paine, pour la voix d'Aqua, cette dernière s'est servie d'un ton plus proche de sa vraie voix, une décision très appréciée par Nomura.
Dès le début du développement de Kingdom Hearts: Birth by Sleep, l'équipe avait déjà décidé que le jeu présenterait trois histoires différentes, centrées autour de trois personnages, et que l'histoire d'Aqua serait la dernière à être écrite. La fin originale du scénario d'Aqua, la montrant piégée dans le royaume des ténèbres, a été déplacée dans "l'épisode final" du jeu afin d'éviter un ton trop négatif. En termes de gameplay, Aqua a été conçue pour être un personnage auquel les joueurs devraient s’habituer. Le jeu recommande de jouer son scénario en dernier afin de mieux comprendre l’histoire globale, en présentant Aqua comme le dernier personnage à quitter la Contrée du Départ,. Ses mouvements ont été conçus pour refléter sa personnalité de jeune femme sérieuse et digne. Lors du développement de Kingdom Hearts HD II.8 Final Chapter Prologue, le co-réalisateur Tai Yasue a expliqué que l'équipe souhaitait explorer les tourments d'Aqua, s'étant retrouvée piégée dans le Monde obscur, au point de montrer à quel point le personnage, rongé par la solitude, voulait s'en échapper. Nomura a été surpris par la réaction du public face à la précipitation d'Aqua dans les ténèbres, montrée dans la bande-annonce de Kingdom Hearts III présentée lors de l'E3 2018, et s'attend à ce que son rôle dans le jeu à venir surprenne le public encore davantage.

## Réception
Le personnage d'Aqua a reçu des retours mitigés de la part des critiques de jeux vidéo, les premiers commentaires portant sur sa brève apparition dans Kingdom Hearts II. Sur le site GamesRadar, Chris Antista a déclaré ne pas comprendre l’importance d’Aqua et des autres personnages apparaissant brièvement dans Kingdom Hearts II; leur importance n'est explorée qu'à la fin de Kingdom Hearts: Birth by Sleep. Selon Jeremy Parish, du site 1UP.com, avant l'apparition d'Aqua dans les bandes-annonces de Kingdom Hearts: Birth by Sleep, les fans pensaient que le personnage serait un homme. Après avoir joué à une démo du jeu dans laquelle il contrôlait Aqua lors de l'E3 2010, Ryan Clements, d'IGN, a déclaré apprécier son personnage en raison de ses mécaniques de gameplay.
Dans sa critique de Kingdom Hearts: Birth by Sleep, Adam Ghigiino, du site PALGN, a reproché à Aqua ses dialogues "idéalistes", les trouvant répétitifs. Thomas Williams, du PlayStation LifeStyle, a déclaré que le trio était un ajout bienvenu à la franchise et que leurs histoires étaient agréables, même si tous trois voyageaient dans les mêmes mondes. Kevin Van Ord, du site GameSpot, a fait l'éloge du personnage d'Aqua, de sa personnalité et de la manière dont elle contraste avec celle de Ventus, ainsi que du travail de doublage de Willa Holland. Steve Watts, de 1UP.com, a estimé que le gameplay d'Aqua était le plus faible parmi les trois personnages, car elle se spécialise dans la magie, faible au début du jeu. D'un autre côté, Bob Miur, du site Destructoid, a trouvé son gameplay attractif en raison de sa différence avec les styles de combat des opus précédents. Il a cependant trouvé son histoire moins divertissante que celle de Ventus, bien que moins prévisible que celle de Terra. Ayant suivi le conseil de Square Enix de jouer Aqua en dernier, Bryan Vore, du site Game Informer, a apprécié la façon dont ses actions s'imbriquent avec celles de Ventus et de Terra. Cependant, Bore a tout de même cité la partie d'Aqua comme étant répétitive si jouée en dernier, ajoutant que son scénario était le moins intéressant. Tout comme Ventus et Terra, X-Play a trouvé Aqua similaire aux protagonistes de Kingdom Hearts, la comparant à Kairi. Contrairement à Van Ord, Ashton Liu, de RPGFan, a trouvé le doublage d'Aqua "insipide pendant la quasi-totalité du jeu", en expliquant à quel point la différence avec les autres acteurs, tels que Mark Hamill et Leonard Nimoy, était flagrante. Dans un sondage de ASCII Media Works, Aqua a été élue 12e personnage de jeu vidéo le plus populaire de 2010. Dans un sondage du Famitsu de 2011, Aqua a été élue 4e personnage le plus populaire de Kingdom Hearts.
Le rôle d'Aqua dans Kingdom Hearts 0.2: Birth by Sleep - A Fragmentary Passage a été salué par Siliconera. L'autrice a apprécié la façon dont le jeu explore la vulnérabilité d’Aqua, de même que sa force et le sacrifice qu'elle fait pour protéger ses amis. Elle ajoute également que "nous voyons qu'elle n'est pas une héroïne parfaite capable de tout, mais plutôt une femme forte qui est prête à faire le nécessaire pour le plus grand bien". Chris Carter, de Destructoid, a exprimé sa déception face au fait qu’aucun des trois personnages de Kingdom Hearts: Birth by Sleep n’était sauvé dans ce jeu, mais il a également déclaré qu'il jouerait volontiers à un épisode individuel sur chacun d'eux avant la sortie de Kingdom Hearts III. Kimberly Wallace, de Game Informer, a déclaré qu'Aqua était l'un de ses personnages préférés en raison de son "altruisme et de sa détermination à sauver le monde, et que la résolution de son histoire était satisfaisante". Elle a également déclaré qu'elle s'attendait à ce qu'Aqua joue un rôle plus important dans Kingdom Hearts III.